# Muhammad Taufiq
Muhammad Taufiq (ur. 29 listopada 1986 w Tarakanie) – indonezyjski piłkarz występujący na pozycji pomocnika w indonezyjskim klubie Bali United Pusam.

## Kariera klubowa

### Bali United Pusam
1 stycznia 2017 podpisał kontrakt z klubem Bali United Pusam. Zadebiutował 23 kwietnia 2017 w meczu Liga 1 przeciwko Persipura Jayapura (1:2). Pierwszą bramkę zdobył 3 września 2017 w meczu ligowym przeciwko Persela Lamongan (5:1). 16 stycznia 2018 zadebiutował w kwalifikacjach do Azjatyckiej Ligi Mistrzów w meczu przeciwko Tampines Rovers (3:1). 7 marca 2018 zadebiutował w fazie grupowej Pucharu AFC w meczu przeciwko Thanh Hóa FC (3:1).

## Kariera reprezentacyjna

### Indonezja
W 2012 roku otrzymał powołanie do reprezentacji Indonezji. Zadebiutował 29 lutego 2012 w meczu eliminacji do Mistrzostw Świata 2014 przeciwko reprezentacji Bahrajnu (10:0).

## Statystyki

### Klubowe
(aktualne na dzień 22 lutego 2021)
| Klub               | Sezon              | Liga               | Liga  | Liga   | Puchar kraju | Puchar kraju | Puchar ligi | Puchar ligi | Azja  | Azja   | Suma  | Suma   |
| Klub               | Sezon              | Liga               | Mecze | Bramki | Mecze        | Bramki       | Mecze       | Bramki      | Mecze | Bramki | Mecze | Bramki |
| ------------------ | ------------------ | ------------------ | ----- | ------ | ------------ | ------------ | ----------- | ----------- | ----- | ------ | ----- | ------ |
| Bali United Pusam  | 2017               | Liga 1             | 30    | 2      | 0            | 0            | –           | –           | –     | –      | 30    | 2      |
| Bali United Pusam  | 2018               | Liga 1             | 27    | 1      | 0            | 0            | 0           | 0           | 6     | 0      | 33    | 1      |
| Bali United Pusam  | 2019               | Liga 1             | 17    | 0      | 2            | 0            | 3           | 0           | –     | –      | 22    | 0      |
| Bali United Pusam  | 2020               | Liga 1             | 0     | 0      | 0            | 0            | 0           | 0           | 1     | 0      | 1     | 0      |
| Bali United Pusam  | Ogólnie            | Ogólnie            | 74    | 3      | 2            | 0            | 3           | 0           | 7     | 0      | 86    | 3      |
| Ogólnie w karierze | Ogólnie w karierze | Ogólnie w karierze | 74    | 3      | 2            | 0            | 3           | 0           | 7     | 0      | 86    | 3      |

### Reprezentacyjne
| Reprezentacja | Rok     | Mecze | Bramki |
| ------------- | ------- | ----- | ------ |
| Indonezja     |         |       |        |
| 2012          | 10      | 0     |        |
| 2013          | 7       | 0     |        |
| 2017          | 1       | 0     |        |
| Ogólnie       | Ogólnie | 18    | 0      |

| Mecze i gole w reprezentacji | Mecze i gole w reprezentacji | Mecze i gole w reprezentacji | Mecze i gole w reprezentacji | Mecze i gole w reprezentacji | Mecze i gole w reprezentacji | Mecze i gole w reprezentacji | Mecze i gole w reprezentacji |
| Lp.                          | Data                         | Miejsce                      | Gospodarz                    | Gość                         | Wynik                        | Gol                          | Rozgrywki                    |
| ---------------------------- | ---------------------------- | ---------------------------- | ---------------------------- | ---------------------------- | ---------------------------- | ---------------------------- | ---------------------------- |
| 1.                           | 29.02.2012                   | Ar-Rifa                      | Bahrajn                      | Indonezja                    | 10:0                         |                              | el. MŚ 2014                  |
| 2.                           | 10.09.2012                   | Dżakarta                     | Indonezja                    | Korea Północna               | 0:2                          |                              | Mecz towarzyski              |
| 3.                           | 15.09.2012                   | Surabaja                     | Indonezja                    | Wietnam                      | 0:0                          |                              | Mecz towarzyski              |
| 4.                           | 26.09.2012                   | Bandar Seri Begawan          | Brunei                       | Indonezja                    | 0:5                          |                              | Mecz towarzyski              |
| 5.                           | 16.10.2012                   | Hanoi                        | Wietnam                      | Indonezja                    | 0:0                          |                              | Mecz towarzyski              |
| 6.                           | 14.11.2012                   | Dżakarta                     | Indonezja                    | Timor Wschodni               | 1:0                          |                              | Mecz towarzyski              |
| 7.                           | 16.11.2012                   | Dżakarta                     | Indonezja                    | Kamerun                      | 0:0                          |                              | Mecz towarzyski              |
| 8.                           | 25.11.2012                   | Kuala Lumpur                 | Indonezja                    | Laos                         | 2:2                          |                              | AFF Suzuki Cup 2012          |
| 9.                           | 28.11.2012                   | Kuala Lumpur                 | Indonezja                    | Singapur                     | 1:0                          |                              | AFF Suzuki Cup 2012          |
| 10.                          | 01.12.2012                   | Kuala Lumpur                 | Malezja                      | Indonezja                    | 2:0                          |                              | AFF Suzuki Cup 2012          |
| 11.                          | 31.01.2013                   | Amman                        | Jordania                     | Indonezja                    | 5:0                          |                              | Mecz towarzyski              |
| 12.                          | 06.02.2013                   | Dubaj                        | Irak                         | Indonezja                    | 1:0                          |                              | el. Pucharu Azji 2015        |
| 13.                          | 14.08.2013                   | Dżakarta                     | Indonezja                    | Filipiny                     | 2:0                          |                              | Mecz towarzyski              |
| 14.                          | 15.10.2013                   | Dżakarta                     | Indonezja                    | Chiny                        | 1:1                          |                              | el. Pucharu Azji 2015        |
| 15.                          | 01.11.2013                   | Dżakarta                     | Indonezja                    | Kirgistan                    | 4:0                          |                              | Mecz towarzyski              |
| 16.                          | 15.11.2013                   | Xi’an                        | Chiny                        | Indonezja                    | 1:0                          |                              | el. Pucharu Azji 2015        |
| 17.                          | 19.11.2013                   | Dżakarta                     | Indonezja                    | Irak                         | 0:2                          |                              | el. Pucharu Azji 2015        |
| 18.                          | 04.10.2017                   | Bekasi                       | Indonezja                    | Kambodża                     | 3:1                          |                              | Mecz towarzyski              |

## Sukcesy

### Persebaya Surabaya
- Mistrzostwo Liga Indonesia First Division (1×): 2006
- Mistrzostwo Liga Primer Indonesia (1×): 2011
- Malaysia-Indonesia Unity Cup (1×): 2011
- Wicemistrzostwo Indonesian Premier League (1×): 2011/2012

### Persib Bandung
- Mistrzostwo Indonezji (1×): 2014
- Puchar Prezydenta Indonezji (1×): 2015

### Bali United Pusam
- Mistrzostwo Indonezji (1×): 2019